# Elisabeth Couc
Elisabeth Couc, född okänt år, död 1748, var en fransk tolk, känd för sin äventyrliga livsstil och för att ha fungerat som tolk mellan de brittiska kolonialmyndigheterna och indianerna 1709-1729. 
Hennes tidiga liv är föremål för olika tolkningar. Hon kidnappades av irokeserna 1695 och levde sedan hos dem. Hon köptes fri av sin svåger Maurice Ménard och fördes till Michilimackinac, där hon råkade i kontrovers med kommandanten. Hon gifte sig sedan med hövdingen Outoutagan tills hon 1704 var bosatt i Detroit som Mme La Chenette/Mme Techenet. 1706 hade hon en uppmärksammad kärleksaffär med stadens kommendant Étienne de Véniard de Bourgmond. Hon levde sedan med sin bror Louis Couc Montour i New York, där hon kallade sig Mme Montour och där brodern var tolk. Hon var 1709-29 anställd som tolk av den brittiske guvernören, utförde då och då tjänster till den koloniala regeringen och var en berömdhet i kolonierna, särskilt i Pennsylvania, där de bodde. Hon var vid den tiden gift med Oneidahövdingen Carundawana (Robert Hunter). Hon närvarade till exempel vid en indiankonferens 1727. 1746 följde hon sin son Andrew till Ohio. Hon var då gammal och blind. Hon nämns sist i oktober 1748, och uppges ha dött inte långt därpå.